# آنکارائوباتو (مارووآی)
آنکارائوباتو (به لاتین: Ankaraobato) یک منطقهٔ مسکونی در ماداگاسکار است که در مارو-ووآی واقع شده‌است. آنکارائوباتو ۳٫۷۵۰ کیلومتر مربع مساحت و ۱۰٬۷۲۳ نفر جمعیت دارد و ۵۶ متر بالاتر از سطح دریا واقع شده‌است.